# Teatro di Hippana
Il teatro di Hippana è un teatro di età ellenistica dell'antica città di Hippana sito nell'area archeologica di Prizzi, comune italiano della città metropolitana di Palermo in Sicilia.

## Descrizione
Il teatro risale alla seconda metà del IV secolo a.C.; fu distrutto nel 258 a.C., anno del saccheggio della città di Hippana da parte dei Romani nell'ambito della prima guerra punica.
I resti dell'orchestra e la parte inferiore del koilon (52 metri di diametro) sono stati messi in luce grazie agli scavi svolti dalla Soprintendenza di Palermo nel 2007. L'edificio è posto a 1 007 metri di altezza sulla montagna dei Cavalli, all'esterno delle fortificazioni dell'acropoli della città: detiene, pertanto, il primato dell'altitudine tra tutti i teatri del mondo greco.